# Zheng Churan
Zheng Churan   (Canton, 1989) és una activista xinesa pels drets de les dones i feminista. Juntament amb quatre altres activistes, va ser detinguda el març de 2015, poc abans de celebrar els actes que havien preparat pel Dia Internacional de les Dones El novembre de 2016, esdevingué una de les 100 dones del 2016 per la BBC.

## Protesta
El 2015 amb quatre activistes (Wei Tingting, Wang Man, Wu Rongrong, i Li Tingting, un grup que rebia el nom de la "Colla de Cinc") va ser detinguda pel govern xinès abans del Dia Internacional de les Dones, quan planejaven fer una campanya contra l'assetjament sexual al transport públic. Les cinc dones van ser alliberades uns quants dies més tard. Van estar a punt d'haver de fer front a tres anys de presó per haver creat aldarulls.
La BBC va destacar la capacitat de Zheng per organitzar esdeveniments, el seu suport pels drets de les dones i LGBT. També lluita per alliberar les dones del cicle menstrual. Va ser destacada per la cadena britànica com una de les dones més inspiradores del 2016. El desembre de 2016, Zheng va escriure una carta oberta a Donald Trump demanant-li que renunciés al seu comportament sexista de cara al futur.